# Arnold Layne
Arnold Layne – pierwszy singel brytyjskiego zespołu Pink Floyd, wydany krótko po podpisaniu kontraktu z EMI. Piosenkę napisał Syd Barrett – założyciel i pierwszy frontman grupy. Po wydaniu utwór osiągnął 20. miejsce na liście przebojów.
Początkowo piosenka nie była puszczana w radiu z powodu kontrowersyjnego tekstu – opowiada o mężczyźnie, który kradł suszącą się bieliznę.
Mimo tego, że utwór nie został uwzględniony na pierwszym albumie The Piper at the Gates of Dawn, przez niektórych uważany jest za jeden z najznakomitszych psychodelicznych utworów wszech czasów.